# Luigi Asioli (Sänger)
Luigi Asioli (* 10. Januar 1778 in Correggio; † 17. November 1815 in London) war ein italienischer Sänger und Komponist.

## Leben
Zunächst war Asioli beim Minister Comte de Micheroux als Sänger in Neapel beschäftigt. Danach ging er nach Palermo und 1804 mit Lady Beverly nach London. Zudem komponierte er zahlreiche Vokalquartette, Duette und Arien. Diese erschienen zwischen 1805 und 1825 in London.
Der Komponist Bonifazio Asioli ist sein Bruder.